# Аја Накамура
Аја Коко Даниоко (фр. Aya Coco Danioko; Бамако, 10. мај 1995), позната као Аја Накамура (фр. Aya Nakamura), француска је поп певачица. Позната је по својој хит-песми Djadja.

## Биографија
Рођена је 10. маја 1995. године у Бамаку. Потиче из породице гриота, западноафричких приповедача, певача и песника усмене традиције. Има пет браћа и сестара. Док је још била дете, породица јој је емигрирала у Француску и настанила се у Олне су Боа, предграђе северно од Париза. Име „Накамура” је преузела од лика Хиро Накамура из серије Хероји.
Има две ћерке. Године 2022, заједно са својим бившим партнером Владимиром Будниковом, оптужена је за реципрочно насиље у породици. Суђење јој је 11. новембра 2022. прекинуто, пошто се ни она ни Будникова нису појавили на суду.

## Дискографија
Студијски албуми
- (2017)
- (2018)
- (2020)
- (2023)